# SOBAフレームワーク
SOBAフレームワークは、京都大学を中心とした産官学共同プロジェクト「SOBAプロジェクト」によって研究が行われたビジュアルコミュニケーションをピアツーピアにて実現するミドルウェア。SOBAは、「Session Oriented Broadband Applications」の略。もともとこの名前は「いつもあなたの傍（そば）にいる」という意味から「SOBA」と名づけられた。つまり、遠隔地にいる人たちがいつでも近くに居るような環境を作るためのフレームワークという意味。
SOBAフレームワークの研究は、2000年11月から2005年3月末（2004年度末）まで行われ、研究成果は現在オープンソースとしてINCPODのWebサイトで公開されている。またこの研究の成果は株式会社SOBAプロジェクトに引き継がれ、同社からSOBAフレームワークをベースとした製品がリリースされている。

## 特徴
- リアルタイムにビジュアルコミュニケーションを行うためのシステム
- ピアツーピアをベースに構築
- さまざまなメディア（映像・音声・ファイル・アプリケーションなど）を共有可能
- Javaで実装されておりマルチプラットフォームで動作が可能
- APIを備えておりユーザが自由にプログラミング可能

## 基本概念
インターネット上に「共有空間」を作成し、その共有空間内でさまざまなメディアを共有するという概念をベースに設計されており、この共有空間を「セッション」と呼んでいる。この共有空間であるセッションは次のような動作が可能。
- 共有空間の作成・削除
- 共有空間の分割・統合
- 共有空間の複製
- 共有空間へのメディアの投入
- 共有空間内のメディアの複製・移動
- 共有空間への複数ユーザの参加

これらの動作によって、SOBAフレームワーク上にさまざまなアプリケーションを構築することができる。